# Las Rzeczki
Las Rzeczki to część Ostrowca Świętokrzyskiego położona w jego północno-zachodnim zakątku, na północ od osiedla Kolonia Robotnicza. Na jego terenie znajdują się źródła Strugi Denkowskiej.
W latach 30. XX wieku zamierzano stworzyć na tym obszarze osiedle mieszkaniowe zgodne z koncepcją miasta-ogrodu. Z tych planów do dziś zachował się charakterystyczny układ projektowanych ulic.
Las Rzeczki położony jest na trasie  czerwonego szlaku rowerowego im. Mieczysława Radwana.